# Guyanochactas gonzalezspongai
Espèce
Synonymes
- Broteas gonzalezspongai Lourenço, 1983
- Broteochactas gonzalezspongai (Lourenço, 1983)

Guyanochactas gonzalezspongai est une espèce de scorpions de la famille des Chactidae.

## Distribution
Cette espèce est endémique de Guyane. Elle se rencontre vers Antécume-Pata.

## Systématique et taxinomie
Cette espèce a été décrite sous le protonyme Brotheas gonzalezspongai par Lourenço en 1983. Elle est placée dans le genre Guyanochactas par Lourenço en 1998.

## Étymologie
Cette espèce est nommée en l'honneur de Manuel Ángel González Sponga.

## Publication originale
- Lourenço, 1983 : La faune des scorpions de Guyane Française. Bulletin du Muséum National d'Histoire Naturelle Section A Zoologie Biologie et Écologie Animales, sér. 4, vol. 5, no 3, p. 771-808 (texte intégral).